# Wilhelm Weinberg
Wilhelm Weinberg (* 25. Dezember 1862 in Stuttgart; † 27. November 1937 in Tübingen) war ein deutscher Allgemeinarzt, Gynäkologe, Vererbungsforscher, Statistiker und Genealoge. Er leistete Beiträge zur Zwillingsforschung und Populationsgenetik. Zudem entwickelte er Verfahren zur Minimierung von statistischen Erhebungsfehlern („Auslesefehlern“). Nach ihm ist das seit einem 1943 erschienenen Aufsatz Curt Sterns allgemein so genannte Hardy-Weinberg-Gleichgewicht benannt, welches den Grundstein der Populationsgenetik legte.

## Leben
Wilhelm Weinberg wurde 1862 in Stuttgart geboren. Sein Vater hatte jüdische Wurzeln, er selbst wurde jedoch, ebenso wie seine Mutter, protestantisch getauft. Weinberg studierte in Tübingen  und München Medizin. 1889 wurde er zum Dr. med. promoviert, kehrte nach Stuttgart zurück und eröffnete in seinem Elternhaus seine Praxis für Gynäkologie. Weinberg heiratete, wurde Vater von fünf Kindern, praktizierte als Frauenarzt, war als Armenarzt tätig und war Mitglied in diversen Gesellschaften, wie z. B. der Deutschen Gesellschaft für Vererbungswissenschaft. Seine wissenschaftlichen Abhandlungen (ungefähr 200 Abhandlungen, Artikel und wissenschaftliche Rezensionen) schrieb er quasi in seiner Freizeit. 1931, wenige Jahre vor seinem Tode, zog er aus finanziellen Gründen nach Tübingen, wo er 1937 starb.

## Forschung
Weinbergs wissenschaftliches Interesse galt der damals noch jungen wissenschaftlichen Disziplin der Vererbungslehre. Er beschäftigte sich neben seiner praktischen Arbeit als Arzt mit Zwillingsforschung, Mutationen beim Menschen, medizinischer Statistik und der Anwendung der Vererbungsgesetze auf Populationen. 1908 beschrieb er in einem Fachvortrag am 13. Januar 1908 in Stuttgart unter dem Titel Über den Nachweis der Vererbung beim Menschen das Fundamentalgesetz der Populationsgenetik, später als Hardy-Weinberg-Gleichgewicht bezeichnet: In einer idealen Population ändert sich die Häufigkeit der Gene nicht, wenn keine evolutiven Kräfte einwirken. Die Allelfrequenzen bleiben konstant. Weinbergs Vortrag wurde im selben Jahr in den Jahresheften des Vereins für Vaterländische Naturkunde in Württemberg veröffentlicht, blieb aber zunächst außerhalb des deutschsprachigen Raums unbeachtet.
Unabhängig von Wilhelm Weinberg gelangte der englische Mathematiker Godfrey Harold Hardy zum gleichen Ergebnis. Weinbergs Arbeit wurde erst nach seinem Tode durch den Genetiker Curt Stern im Jahre 1943 außerhalb des deutschsprachigen Raumes bekanntgemacht.
1910 gründete Wilhelm Weinberg den Stuttgarter Zweig der Gesellschaft für Rassenhygiene, deren Vorsitzender er lange Zeit war. In dieser Zeit untersuchte Weinberg in einer großangelegten Studie Kinder an Tuberkulose zwischen 1873 und 1902 verstorbener Eltern und verglich ihren Gesundheitszustand mit demjenigen Gleichaltriger, deren Eltern nicht an Tuberkulose gestorben waren. Die unter dem Titel Die Kinder der Tuberkulösen 1913 veröffentlichte Studie gilt als wissenschaftlich vorbildliche epidemiologische Kohortenstudie der ersten Hälfte des zwanzigsten Jahrhunderts.

## Schriften (Auswahl)
- Über den Nachweis der Vererbung beim Menschen. In: Jahreshefte des Vereins für Vaterländische Naturkunde in Württemberg. Bd. 64, 1908, ISSN 0368-4717, S. 369–382, Digitalisat.
- Weitere Beiträge zur Theorie der Vererbung. In: Archiv für Rassen- und Gesellschafts-Biologie einschließlich Rassen- und Gesellschafts-Hygiene. Bd. 7, 1910, S. 35–49, 169–173; Bd. 9, 1912, S. 165–174, 694–709.
- Die Kinder der Tuberkulösen. Hirzel, Leipzig 1913.